# Trichomycterus rubiginosus
Trichomycterus rubiginosus är en fiskart som beskrevs av Barbosa och Costa 2010. Trichomycterus rubiginosus ingår i släktet Trichomycterus och familjen Trichomycteridae. Inga underarter finns listade i Catalogue of Life.